# Телесигналізація
Телесигналіза́ція, сигналізація (англ. signaling) в телекомунікаціях — технічний засіб для взаємодії різних пристроїв один з одним в рамках забезпечення процедур встановлення, підтримки і завершення з'єднання, а також узгодження різних параметрів, пов'язаних із з'єднанням і передаванням даних.

## Історія
На зорі телекомунікаційних технологій телефонний виклик абонента здійснювався за допомогою ручної комутації фахівцем-телефоністом, який і виконував завдання сигналізації. Згодом з'явилися декадно-крокові комутатори, в рамках автоматичних телефонних станцій, де для набору номера використовувалися електричні імпульси. Імпульсний набір можна вважати першим видом автоматичної телефонної сигналізації.
У сучасних телекомунікаціях широко вживана велика кількість протоколів і стандартів сигналізації, покликаних вирішувати різні завдання взаємодії телефонних пристроїв.
Для роботи більшості телефонних станцій (PSTN) по всьому світу використовується набір сигнальних телефонних протоколів, відомий як Система сигналізації № 7 (англ. SS7).
Протоколи SS7 розроблялися AT & T починаючи з 1975 року і були визначені як стандарти Міжнародним союзом електрозв'язку у 1981 році у вигляді рекомендацій серії Q.7xx. SS7 був призначений, щоб замінити системи сигналізації SS5, SS6 і R2, які раніше використовувалися в усьому світі як стандарти, визначені  ITU.
SS5 і більш ранні версії використовували принцип сигналізації в лінії, де інформація, необхідна для з'єднання, передавалася спеціальними тонами (DTMF) в телефонній лінії (відомої як B-канал). Такий тип сигналізації створював уразливість в безпеці протоколу, оскільки зловмисник міг емулювати набір службових тонів своїм абонентським пристроєм.
SS7 з'явився на системах, в яких сигналізація була винесена в окремий сигнальний канал. Це вирішувало проблему з безпекою, оскільки абонент не мав доступу до сигнального каналу.

## Протоколи IP-телефонії
Протоколи забезпечують реєстрацію IP-пристрою (шлюз, термінал або IP-телефон) на сервері або гейткіпері провайдера, виклик і/або переадресацію виклику, встановлення голосового або відеоз'єднання, передачу імені та/або номера абонента. Широкого поширення набули наступні протоколи:
- SIP - протокол сеансового встановлення зв'язку, що забезпечує передачу голосу, відео, повідомлень систем миттєвого обміну повідомлень і довільного навантаження, для сигналізації зазвичай використовує порт 5060 UDP. Підтримує контроль присутності.
- H.323 - протокол, більш прив'язаний до систем традиційної телефонії, ніж SIP, сигналізація по порту 1720 TCP, і 1719 TCP для реєстрації терміналів на гейткіпері.
- IAX2 - через 4569 UDP-порт і сигналізація, і медіатрафік.
- Jingle (додаток до XMPP/Jabber)
- MGCP (Media Gateway Control Protocol) - протокол управління медіашлюзами.
- Megaco/H.248 - протокол управління медіашлюзами, розвиток MGCP.
- SIGTRAN - протокол тунелювання PSTN-сигналізації SS7 через IP на програмний комутатор (SoftSwitch).
- SCTP (Stream Control Transmission Protocol) - протокол для організації гарантованої доставки пакетів в IP-мережах.
- SGCP
- Skinny Client Control Protocol (SCCP) - закритий протокол управління терміналами (IP-телефони та медіашлюзи) в продуктах компанії Cisco.
- Unistim - закритий протокол передачі сигнального трафіку в продуктах компанії Nortel.